# Merseyrail
 (novembre 2022).
Si vous disposez d'ouvrages ou d'articles de référence ou si vous connaissez des sites web de qualité traitant du thème abordé ici, merci de compléter l'article en donnant les références utiles à sa vérifiabilité et en les liant à la section « Notes et références ».
Merseyrail est l'appellation commerciale du réseau de trains de banlieue qui dessert la ville de Liverpool et son agglomération.
Le système actuel est né en 1977 de la réunion de lignes ferroviaires existantes grâce à la construction de nouveaux tunnels sous Liverpool. Il compte aujourd'hui 68 stations pour 121 km de voies et est emprunté quotidiennement par près de 110 000 passagers. Son nom fait référence au fleuve Mersey, dont il dessert les deux rives.
Le réseau est composé de deux lignes électrifiées par troisième rail en 750 V CA et dotées d'un matériel dédié. La marque Merseyrail est également utilisée sur la City Line pour les trains régionaux dans les limites de l'agglomération, bien que n'ayant pas le même exploitant. Sur ces sections le service a partiellement recours à la traction diesel.

## Histoire
Merseyrail a intégré différentes lignes ferroviaires existantes construites au XIXe siècle. Le cœur du réseau, aujourd'hui inclus dans la Wirral Line, est le tunnel sous la Mersey qui est inauguré en 1886. À l'époque il s'agit de l'un des tout premiers tunnels sous-fluviaux, et de la première ligne ferroviaire circulant à grande profondeur sous une ville. La Mersey Railway est électrifiée dès 1903, ce qui en fait la première ligne à vapeur au monde à être entièrement électrifiée.
Le programme de rationalisation des chemins de fer britanniques engagé dans les années 1960, aussi appelé rapport Beeching, prévoit la suppression de la plupart des gares terminales de Liverpool, les services grandes lignes devant être réunis à la gare de Lime Street. Le rapport propose également la suppression des lignes suburbaines électrifiées. Cependant la Ville de Liverpool s'oppose à ce projet et propose au contraire d'intégrer les lignes de banlieue à un nouveau réseau de transport rapide. Les anciennes gares terminales doivent être reliées par des tunnels sous le centre de Liverpool, permettant ainsi de réserver la gare de surface de Lime Street aux trains longue distance. L'idée fait son chemin et en 1965 le projet est voté par le Conseil municipal, donnant naissance au Merseyrail.
Le projet Merseyrail s'articule autour de deux nouveaux tunnels : le Loop (« la boucle »), qui prolonge la Mersey Railway jusqu'à Lime Street à l'aide d'une boucle à sens unique, et le Link (« le lien »), qui forme un nouvel axe nord-sud à double voie entre les anciennes gares terminales de Liverpool Exchange et Liverpool Central. Les travaux sont entrepris entre 1972 et 1977.
La marque Merseyrail est appliquée aux trains de banlieue à partir 1971, avec l'adoption de nouveaux horaires ainsi que d'une tarification et d'une signalétique uniques. L'interconnexion est effective en 1977 avec la mise en service des sections souterraines. Le Loop donne naissance à la Wirral Line, tandis que le Link accueille les trains de la Northern Line.
Par la suite, le réseau s'étend progressivement grâce à la modernisation et l'électrification des lignes suburbaines : il atteint Garston en 1978, Hunts Cross en 1983 et Hooton en 1985. Les années 1990 voient le prolongement de la Wirral Line à Chester en 1993 puis à Ellesmere Port en 1994. De nouvelles stations sont par ailleurs ajoutées sur le réseau existant. En 2006 la station Garston est la première à fermer définitivement ses portes. Elle est remplacée par un nouveau pôle d'échange, Liverpool South Parkway, qui donne accès à l'aéroport John Lennon grâce à une navette.